# Золотов Василь Андрійович
Ваиль Андрійович Золотов (1804 – 1882) – український та російський освітянин.

## Біографія
В. А. Золотов народився в 1804 році у дворянській родині.
У 1824 році закінчив педагогічний інститут  Рішельєвського ліцею, а  у 1829 році – словесне  відділення Імператорського Московського університету.
В 1829 – 1832 роках викладав у Рішельєвському ліцеї. В 1832 – 1849 роках утримував в Одесі приватний пансіон, в якому навчав учнів за допомогою нових методів за власними підручниками та методичними розробками, запровадивши звуковий метод навчання.
У 1849 – 1856 роках викладав російську мову, був інспектором класів в Закавказькому дівочому інституті у Тифлісі. 
Протягом 1856 – 1870 років працював у Санкт-Петербурзі помічником директора рільницького училища, чиновником з особливих доручень Міністерства народної освіти, брав участь у створенні учительської семінарії при Виховному домі.
З 1870 року завідував навчальною частиною всіх 22 міських народних училищ Одеси. Деякий час редагував приватну газету «Новоросійський Телеграф». В останні роки життя був директором притулку для малолітніх бідних.  
Помер 12(24) грудня 1882 року в Одесі.

## Праці
- Русская стихотворная хрестоматия: в 2 ч. / Собр. В. Золотовым. –  Москва: тип. Августа Семена при Императорской Мед.–хирург.  акад., 1829. – Ч. 1. – VI, 7–315 с.; Ч. 2. – 407, [1], V, [1] с.

- История Петра Великого / Сост. В. Золотов — С.- Петербург: тип. т-ва «Обществ. польза», 1872. – 86 с.